# Szlovén Vasutak

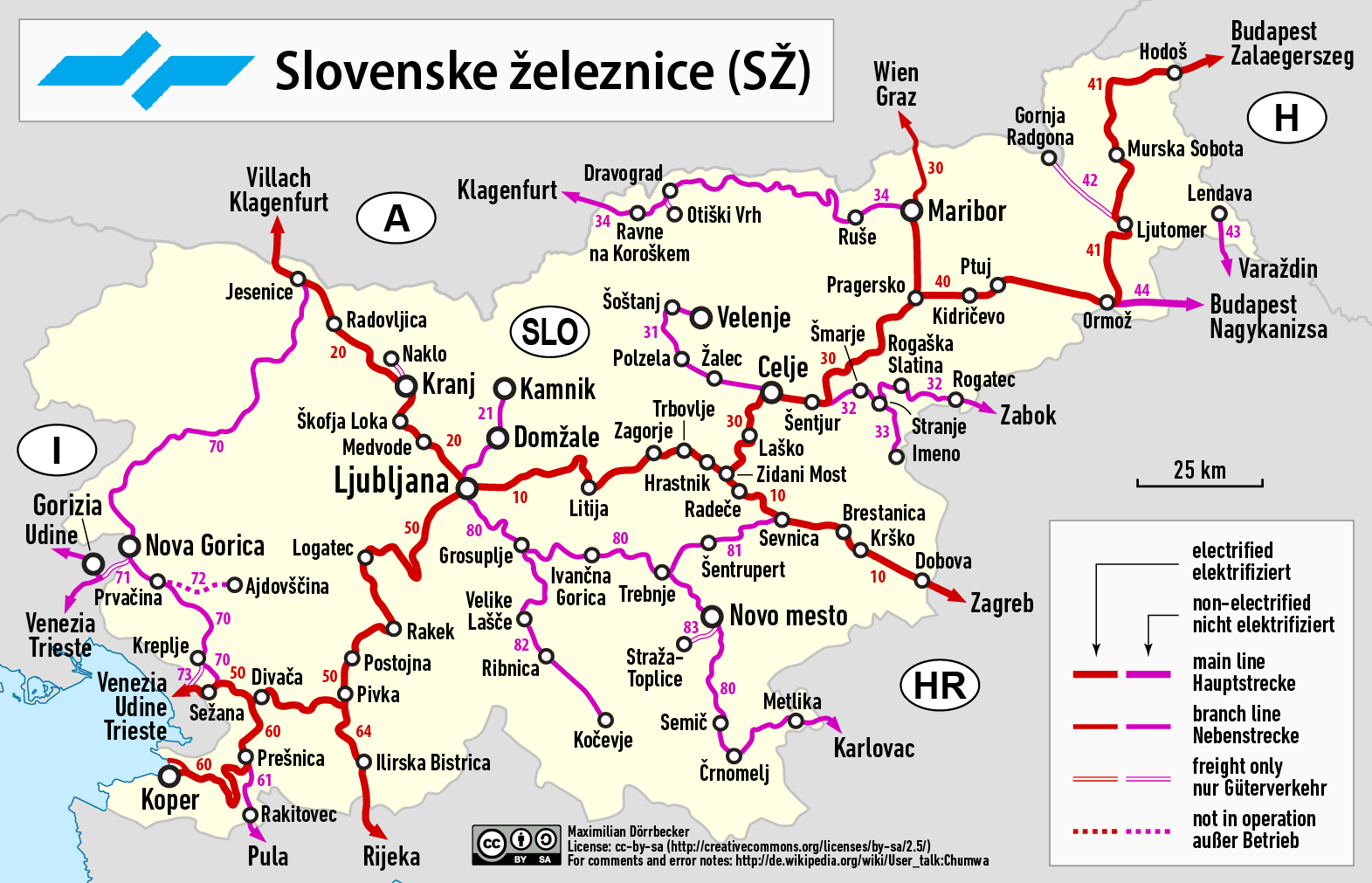

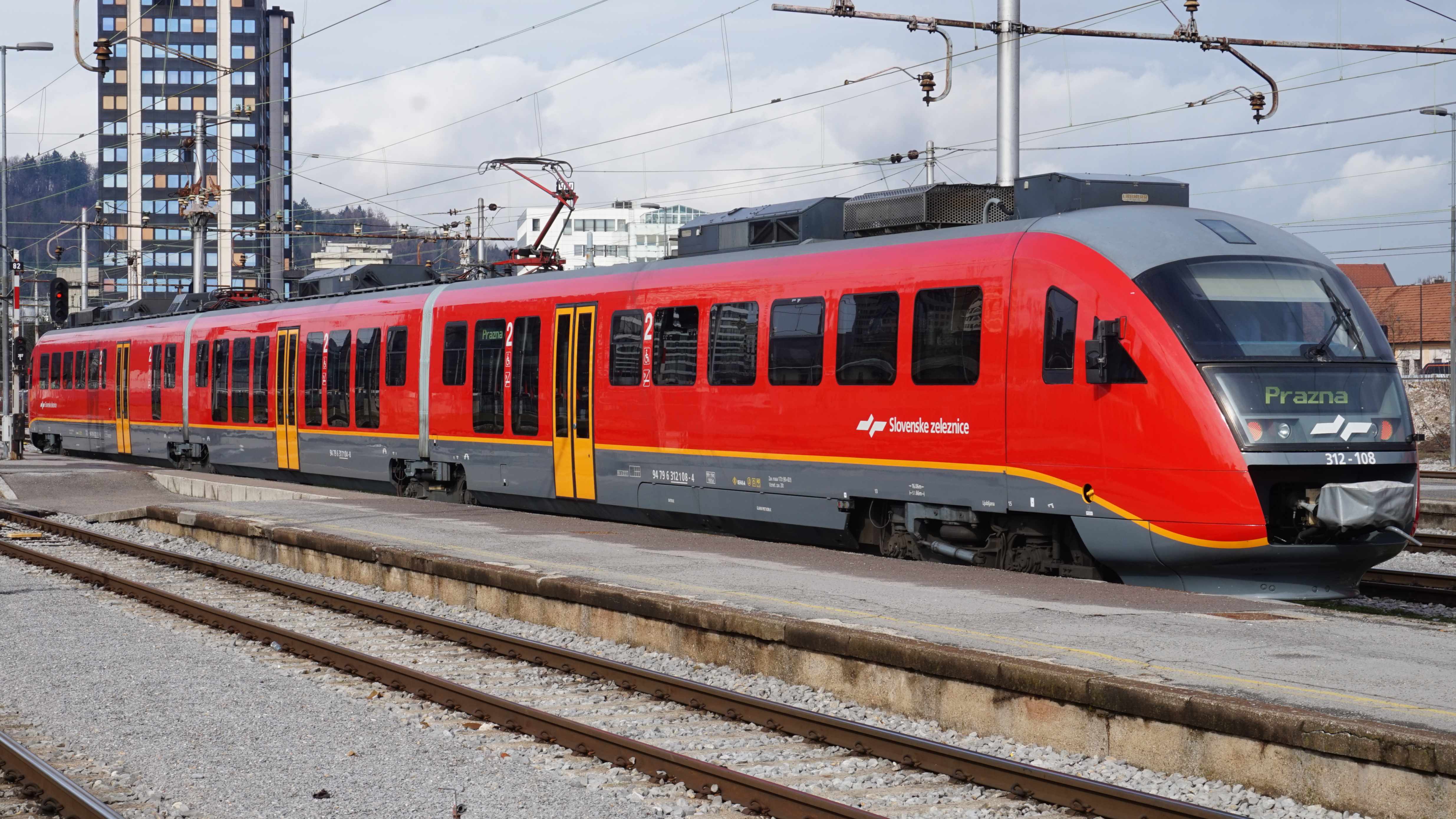
Siemens Desiro

A Szlovén Vasutak (Holding Slovenske železnice d.o.o. – rövidítve: SŽ) Szlovénia állami vasúttársasága. 1991-ben, az ország függetlenné válásakor alakult meg.

## Története
Mivel a mai Szlovénia területe az első világháború végéig Ausztriához tartozott, ezért részben a Déli Vasút, részben a Császári és Királyi Osztrák Államvasutak (kkStB) tulajdonában volt a vasúthálózat.  
- 1846. Graz és Celje között megépül Szlovénia első vasútja
- 1849. Megérkezik az első vonat Ljubljanába, az akkori Laibachba
- 1918. A Monarchia felbomlásával a kkStB szlovéniai vonalait a Szerb–Horvát–Szlovén Királyság vasútja, az SHS veszi át (1929-től: Jugoszláv Államvasutak (JDŽ)).
- 1924. A Déli Vasút utódja, a Duna–Száva–Adria Vasút / Donau–Save–Adria Eisenbahn-Gesellschaft (DSA, DOSAG) szlovéniai vonalait is államosítják.
- 1936. Az 1945-ig olasz fennhatóság alá került Trieszt–Postojna és Pivka–Fiume közötti vonal villamosítását az FS fejezi be. A második világháború után Szlovénia 17 olasz villamos mozdonyhoz jut.
- 1961. Megérkeznek az első, USA-ban gyártott 661-esek, a „Kennedy” dízelmozdonyok
- 1970. Forgalomba állnak a német gyártmányú 711-es dízel motorvonatok
- 1991. Szlovénia függetlenségével megalakul a Slovenske Železnice. Elindul az első EuroCity vonat, a Mimara-EC.
- 2000. Megkezdi menetrendszerű üzemét az új InterCitySlovenija szolgáltatás keretében a szlovén Pendolino. Megérkeznek az első villamos Desirók.

## Vonalak

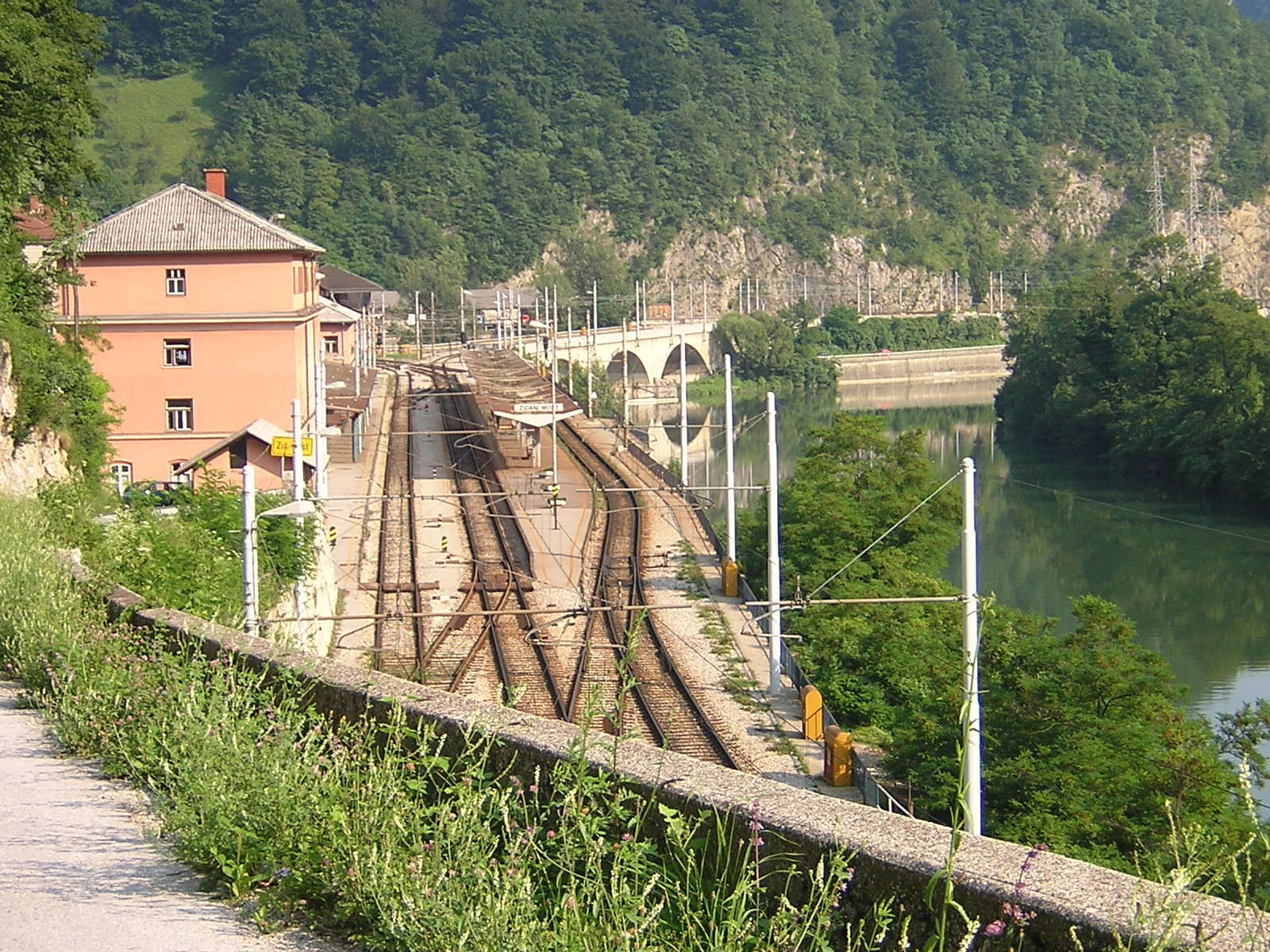
Zidani Most állomása, fontos vasúti csomópont

Az 1208 km hosszú normál nyomtávú hálózat 50,5%-a (609,7 km) villamosított. A hálózat legnagyobb része 3 kV egyenárammal villamosított. Dobova és a Horvátországgal közös határ között, valamint Őrihódostól a Magyarországgal közös határig 25 kV feszültségű és 50 Hz-cel váltakozó feszültséggel került kiépítésre a felsővezeték hálózat. Jesenice és az Ausztriával közös határ közötti szakasz az osztrák szabványoknak megfelelően 15 kV feszültségű és 16,7 Hz-cel villamosított.
Fővonalak:
- Ljubljana–-Zidani Most–-Celje–-Pragersko–-Maribor (–-Graz)
- Ljubljana–-Pivka–-Sežana(–-Trieszt)
- Ljubljana–-Jesenice (–-Villach)
- Pivka–-Ilirska Bistrica (–-Fiume)
- Divača–-Koper
- Zidani Most–-Celje–-Dobova (–-Zágráb)
- Pragersko – Ormosd –- Muraszombat –-Őrihodos (–-Zalaegerszeg)

## Vonatok

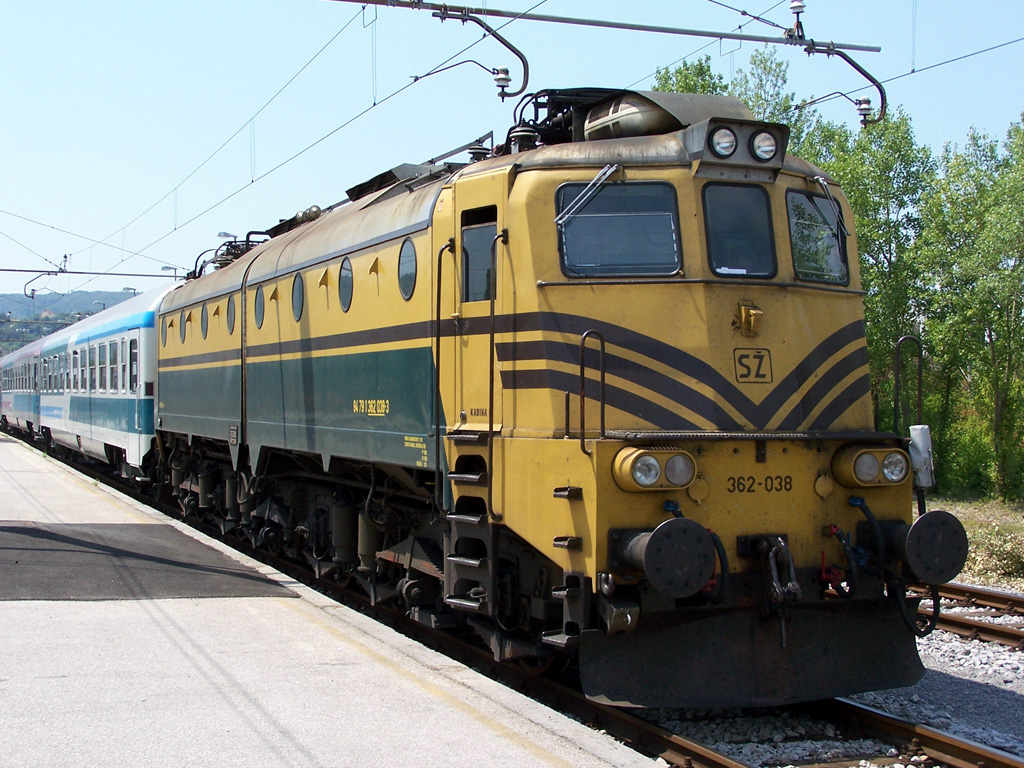
InterCity Koper állomásán

- ICS – InterCitySlovenija, minőségi belföldi vonat (Koper-)Ljubljana-Maribor között, nagysebességű Pendolino szerelvénnyel. A helyjegyváltás kötelező.
- EC – EuroCity vonat, összeköttetést biztosít a környező európai nagyvárosokkal
- IC – InterCity vonat, belföldi és nemzetközi forgalomban egyaránt
- MV – Mednarodni vlak, nemzetközi gyorsvonat
- RG – Regionalni vlak, sebesvonat, csak a fontosabb helyeken áll meg
- LP – Potniški vlak, személyvonat, minden állomáson megáll

A Velencébe közlekedő Casanova-EC szintén Pendolino szerelvénnyel közlekedik.
Az RG és LP vonatok kivételével valamennyi vonatra pótjegyet (dodatka) kell fizetni. Az InterRail bérlettel utazóknak csak az ICS vonatra kell pót-, illetve helyjegyet váltaniuk. Nemzetközi forgalomban az Olaszországba közlekedő vonatokon kötelező a helyjegyváltás.
Magyarországról Szlovéniába az alábbi vonatok közlekednek:
- Citadella (nemzetközi InterCity): Budapest–Muraszombat–Ljubljana
- Retro Istria (nemzetközi gyorsvonat): Budapest–Muraszombat–Ljubljana–Koper/Rijeka (csak nyáron közlekedik)